# Lytocarpia incisa
Lytocarpia incisa is een hydroïdpoliep uit de familie Aglaopheniidae. De poliep komt uit het geslacht Lytocarpia. Lytocarpia incisa werd in 1875 voor het eerst wetenschappelijk beschreven door Coughtrey. 